# Liste des anciennes communes du Doubs
Cette page a pour objectif de retracer toutes les modifications communales dans le département du Doubs : les anciennes communes qui ont existé depuis la Révolution française, ainsi que les créations, les modifications officielles de nom, ainsi que les échanges de territoires entre communes.
Le département a été, dès la Révolution, composé d'un maillage communal fin : le nombre de communes est longtemps resté proche de 650, comme en 1800. Mais la petite taille, aidée par un exode rural prononcé en partie montagneuse a vu quantité d'entre elles devenir très peu peuplées. Il s'agit probablement d'une explication au succès rencontré par la loi Marcellin dans les années 1970, puis la loi NOTRe en 2010 réduisant le nombre de municipalités à moins de 600 puis à 563 aujourd'hui (au 1er janvier 2025).

## Fusions
| Nom de la nouvelle commune   | Communes réunies                                | Régime                                                               | Date (et nature) de la décision                      | Date d'effet              |
| ---------------------------- | ----------------------------------------------- | -------------------------------------------------------------------- | ---------------------------------------------------- | ------------------------- |
| Mamirolle                    | Mamirolle                                       | commune nouvelle (SANS communes déléguées)                           | 27 septembre 2024 (Arrêté)                           | 1er janvier 2025          |
| Mamirolle                    | Le Gratteris                                    | commune nouvelle (SANS communes déléguées)                           | 27 septembre 2024 (Arrêté)                           | 1er janvier 2025          |
| Pays-de-Montbenoît           | Montbenoît                                      | commune nouvelle (avec communes déléguées)                           | 25 septembre 2024 (Arrêté)                           | 1er janvier 2025          |
| Pays-de-Montbenoît           | Hauterive-la-Fresse                             | commune nouvelle (avec communes déléguées)                           | 25 septembre 2024 (Arrêté)                           | 1er janvier 2025          |
| Pays-de-Montbenoît           | La Longeville                                   | commune nouvelle (avec communes déléguées)                           | 25 septembre 2024 (Arrêté)                           | 1er janvier 2025          |
| Pays-de-Montbenoît           | Montflovin                                      | commune nouvelle (avec communes déléguées)                           | 25 septembre 2024 (Arrêté)                           | 1er janvier 2025          |
| Pays-de-Montbenoît           | Ville-du-Pont                                   | commune nouvelle (avec communes déléguées)                           | 25 septembre 2024 (Arrêté)                           | 1er janvier 2025          |
| Éternoz-Vallée-du-Lison      | Éternoz                                         | commune nouvelle (avec 5 communes déléguées)                         | 18 septembre 2024 (Arrêté)                           | 1er janvier 2025          |
| Éternoz-Vallée-du-Lison      | Saraz                                           | commune nouvelle (avec 5 communes déléguées)                         | 18 septembre 2024 (Arrêté)                           | 1er janvier 2025          |
| Val-d'Usiers                 | Bians-les-Usiers                                | commune nouvelle (avec communes déléguées)                           | 27 septembre 2023 (Arrêté) 15 décembre 2023 (Arrêté) | 1er janvier 2024          |
| Val-d'Usiers                 | Goux-les-Usiers                                 | commune nouvelle (avec communes déléguées)                           | 27 septembre 2023 (Arrêté) 15 décembre 2023 (Arrêté) | 1er janvier 2024          |
| Val-d'Usiers                 | Sombacour                                       | commune nouvelle (avec communes déléguées)                           | 27 septembre 2023 (Arrêté) 15 décembre 2023 (Arrêté) | 1er janvier 2024          |
| Les Monts-Ronds              | Mérey-sous-Montrond                             | commune nouvelle (SANS communes déléguées)                           | 22 décembre 2021 (Arrêté)                            | 1er janvier 2022          |
| Les Monts-Ronds              | Villers-sous-Montrond                           | commune nouvelle (SANS communes déléguées)                           | 22 décembre 2021 (Arrêté)                            | 1er janvier 2022          |
| Cussey-sur-Lison             | Cussey-sur-Lison                                | commune nouvelle (SANS communes déléguées)                           | 14 décembre 2021 (Arrêté)                            | 1er janvier 2022          |
| Cussey-sur-Lison             | Châtillon-sur-Lison                             | commune nouvelle (SANS communes déléguées)                           | 14 décembre 2021 (Arrêté)                            | 1er janvier 2022          |
| Pays-de-Clerval              | Pays de Clerval                                 | commune nouvelle (avec 1 seule commune déléguée : Chaux-lès-Clerval) | 17 décembre 2018 (Arrêté)                            | 1er janvier 2019          |
| Pays-de-Clerval              | Chaux-lès-Clerval                               | commune nouvelle (avec 1 seule commune déléguée : Chaux-lès-Clerval) | 17 décembre 2018 (Arrêté)                            | 1er janvier 2019          |
| Fontain                      | Fontain                                         | commune nouvelle (SANS communes déléguées)                           | 11 décembre 2018 (Arrêté)                            | 1er janvier 2019          |
| Fontain                      | Arguel                                          | commune nouvelle (SANS communes déléguées)                           | 11 décembre 2018 (Arrêté)                            | 1er janvier 2019          |
| Tarcenay-Foucherans          | Tarcenay                                        | commune nouvelle (SANS communes déléguées)                           | 26 septembre 2018 (Arrêté)                           | 1er janvier 2019          |
| Tarcenay-Foucherans          | Foucherans                                      | commune nouvelle (SANS communes déléguées)                           | 26 septembre 2018 (Arrêté)                           | 1er janvier 2019          |
| Marchaux-Chaudefontaine      | Marchaux                                        | commune nouvelle (SANS communes déléguées)                           | 4 décembre 2017 (Arrêté)                             | 1er janvier 2018          |
| Marchaux-Chaudefontaine      | Chaudefontaine                                  | commune nouvelle (SANS communes déléguées)                           | 4 décembre 2017 (Arrêté)                             | 1er janvier 2018          |
| Bouclans                     | Bouclans                                        | commune nouvelle (SANS communes déléguées depuis le 15-3-2021)       | 21 septembre 2017 (Arrêté)                           | 1er janvier 2018          |
| Bouclans                     | Vauchamps                                       | commune nouvelle (SANS communes déléguées depuis le 15-3-2021)       | 21 septembre 2017 (Arrêté)                           | 1er janvier 2018          |
| Le Val                       | Pointvillers                                    | commune nouvelle (SANS communes déléguées)                           | 23 novembre 2016 (Arrêté)                            | 1er janvier 2017          |
| Le Val                       | Montfort                                        | commune nouvelle (SANS communes déléguées)                           | 23 novembre 2016 (Arrêté)                            | 1er janvier 2017          |
| Levier                       | Levier                                          | commune nouvelle (SANS communes déléguées)                           | 16 novembre 2016 (Arrêté)                            | 1er janvier 2017          |
| Levier                       | Labergement-du-Navois                           | commune nouvelle (SANS communes déléguées)                           | 16 novembre 2016 (Arrêté)                            | 1er janvier 2017          |
| Chemaudin et Vaux            | Chemaudin                                       | commune nouvelle (SANS communes déléguées)                           | 12 août 2016 (Arrêté)                                | 1er janvier 2017          |
| Chemaudin et Vaux            | Vaux-les-Prés                                   | commune nouvelle (SANS communes déléguées)                           | 12 août 2016 (Arrêté)                                | 1er janvier 2017          |
| Étalans                      | Étalans                                         | commune nouvelle (SANS communes déléguées)                           | 12 août 2016 (Arrêté)                                | 1er janvier 2017          |
| Étalans                      | Charbonnières-les-Sapins                        | commune nouvelle (SANS communes déléguées)                           | 12 août 2016 (Arrêté)                                | 1er janvier 2017          |
| Étalans                      | Verrières-du-Grosbois                           | commune nouvelle (SANS communes déléguées)                           | 12 août 2016 (Arrêté)                                | 1er janvier 2017          |
| Pays de Clerval              | Clerval                                         | commune nouvelle (SANS communes déléguées)                           | 9 août 2016 (Arrêté)                                 | 1er janvier 2017          |
| Pays de Clerval              | Santoche                                        | commune nouvelle (SANS communes déléguées)                           | 9 août 2016 (Arrêté)                                 | 1er janvier 2017          |
| Vaire                        | Vaire-Arcier                                    | commune nouvelle (SANS communes déléguées)                           | 12 mai 2016 (Arrêté)                                 | 1er juin 2016             |
| Vaire                        | Vaire-le-Petit                                  | commune nouvelle (SANS communes déléguées)                           | 12 mai 2016 (Arrêté)                                 | 1er juin 2016             |
| Osselle-Routelle             | Osselle                                         | commune nouvelle (avec communes déléguées)                           | 21 décembre 2015 (Arrêté)                            | 1er janvier 2016          |
| Osselle-Routelle             | Routelle                                        | commune nouvelle (avec communes déléguées)                           | 21 décembre 2015 (Arrêté)                            | 1er janvier 2016          |
| Les Premiers-Sapins          | Nods                                            | commune nouvelle (SANS communes déléguées depuis le 2-6-2020)        | 30 novembre 2015 (Arrêté)                            | 1er janvier 2016          |
| Les Premiers-Sapins          | Athose                                          | commune nouvelle (SANS communes déléguées depuis le 2-6-2020)        | 30 novembre 2015 (Arrêté)                            | 1er janvier 2016          |
| Les Premiers-Sapins          | Chasnans                                        | commune nouvelle (SANS communes déléguées depuis le 2-6-2020)        | 30 novembre 2015 (Arrêté)                            | 1er janvier 2016          |
| Les Premiers-Sapins          | Hautepierre-le-Châtelet                         | commune nouvelle (SANS communes déléguées depuis le 2-6-2020)        | 30 novembre 2015 (Arrêté)                            | 1er janvier 2016          |
| Les Premiers-Sapins          | Rantechaux                                      | commune nouvelle (SANS communes déléguées depuis le 2-6-2020)        | 30 novembre 2015 (Arrêté)                            | 1er janvier 2016          |
| Les Premiers-Sapins          | Vanclans                                        | commune nouvelle (SANS communes déléguées depuis le 2-6-2020)        | 30 novembre 2015 (Arrêté)                            | 1er janvier 2016          |
| Ornans                       | Ornans                                          | commune nouvelle (avec communes déléguées)                           | 6 novembre 2015 (Arrêté)                             | 1er janvier 2016          |
| Ornans                       | Bonnevaux-le-Prieuré                            | commune nouvelle (avec communes déléguées)                           | 6 novembre 2015 (Arrêté)                             | 1er janvier 2016          |
| Sancey                       | Sancey-le-Grand                                 | commune nouvelle (SANS communes déléguées)                           | 23 septembre 2015 (Arrêté)                           | 1er janvier 2016          |
| Sancey                       | Sancey-le-Long                                  | commune nouvelle (SANS communes déléguées)                           | 23 septembre 2015 (Arrêté)                           | 1er janvier 2016          |
| Les Auxons                   | Auxon-Dessous                                   | commune nouvelle (avec communes déléguées)                           | 29 septembre 2014 (Arrêté)                           | 1er janvier 2015          |
| Les Auxons                   | Auxon-Dessus                                    | commune nouvelle (avec communes déléguées)                           | 29 septembre 2014 (Arrêté)                           | 1er janvier 2015          |
| Rémondans-Vaivre             | Rémondans                                       | fusion simple                                                        | 31 décembre 1976 (Arrêté)                            | 1er janvier 1977          |
| Rémondans-Vaivre             | Vaivre                                          | fusion simple                                                        | 31 décembre 1976 (Arrêté)                            | 1er janvier 1977          |
| Maisons-du-Bois-Lièvremont   | Maisons-du-Bois                                 | fusion association                                                   | 2 mai 1974 (Arrêté)                                  | 1er juin 1974             |
| Maisons-du-Bois-Lièvremont   | Lièvremont                                      | fusion association                                                   | 2 mai 1974 (Arrêté)                                  | 1er juin 1974             |
| Saint-Vit                    | Saint-Vit                                       | fusion association                                                   | 23 avril 1974 (Décret)                               | 1er juin 1974             |
| Saint-Vit                    | Antorpe (département du Jura)                   | fusion association                                                   | 23 avril 1974 (Décret)                               | 1er juin 1974             |
| Vaire-Arcier                 | Vaire-le-Grand                                  | fusion association                                                   | 11 mars 1974 (Décret)                                | 1er avril 1974            |
| Vaire-Arcier                 | Arcier                                          | fusion association                                                   | 11 mars 1974 (Décret)                                | 1er avril 1974            |
| Levier                       | Levier                                          | fusion association                                                   | 18 janvier 1974 (Arrêté)                             | 1er avril 1974            |
| Levier                       | Granges-Maillot                                 | fusion association                                                   | 18 janvier 1974 (Arrêté)                             | 1er avril 1974            |
| Vaux-et-Chantegrue-Malpas    | Vaux-et-Chantegrue (commune rétablie en 1985)   | fusion association (dissoute en 1985)                                | 23 octobre 1973 (Arrêté)                             | 1er janvier 1974          |
| Vaux-et-Chantegrue-Malpas    | Malpas (commune rétablie en 1985)               | fusion association (dissoute en 1985)                                | 23 octobre 1973 (Arrêté)                             | 1er janvier 1974          |
| Glère                        | Glère                                           | fusion association                                                   | 18 juin 1973 (Arrêté)                                | 1er juillet 1973          |
| Glère                        | Montursin                                       | fusion association                                                   | 18 juin 1973 (Arrêté)                                | 1er juillet 1973          |
| Glère                        | Vernois-le-Fol                                  | fusion association                                                   | 18 juin 1973 (Arrêté)                                | 1er juillet 1973          |
| Éternoz                      | Éternoz                                         | fusion association (jusqu'en 2024)                                   | 13 juin 1973 (Arrêté)                                | 1er juillet 1973          |
| Éternoz                      | Alaise                                          | fusion association (jusqu'en 2024)                                   | 13 juin 1973 (Arrêté)                                | 1er juillet 1973          |
| Éternoz                      | Coulans-sur-Lizon                               | fusion association (jusqu'en 2024)                                   | 13 juin 1973 (Arrêté)                                | 1er juillet 1973          |
| Éternoz                      | Doulaize                                        | fusion association (jusqu'en 2024)                                   | 13 juin 1973 (Arrêté)                                | 1er juillet 1973          |
| Éternoz                      | Refranche                                       | fusion association (jusqu'en 2024)                                   | 13 juin 1973 (Arrêté)                                | 1er juillet 1973          |
| Mercey-le-Grand              | Mercey-le-Grand                                 | fusion association                                                   | 4 juin 1973 (Arrêté)                                 | 1er juillet 1973          |
| Mercey-le-Grand              | Cottier                                         | fusion association                                                   | 4 juin 1973 (Arrêté)                                 | 1er juillet 1973          |
| Montagney-Servigney          | Montagney                                       | fusion association                                                   | 10 mai 1973 (Arrêté)                                 | 1er juillet 1973          |
| Montagney-Servigney          | Servigney                                       | fusion association                                                   | 10 mai 1973 (Arrêté)                                 | 1er juillet 1973          |
| Rougemont                    | Rougemont                                       | fusion association                                                   | 10 mai 1973 (Arrêté)                                 | 1er juillet 1973          |
| Rougemont                    | Chazelot                                        | fusion association                                                   | 10 mai 1973 (Arrêté)                                 | 1er juillet 1973          |
| Rougemont                    | Montferney                                      | fusion association                                                   | 10 mai 1973 (Arrêté)                                 | 1er juillet 1973          |
| Rougemont                    | Morchamps                                       | fusion association                                                   | 10 mai 1973 (Arrêté)                                 | 1er juillet 1973          |
| Avanne-Aveney                | Avanne                                          | fusion association (fusion simple depuis le 1-5-2004)                | 20 avril 1973 (Arrêté)                               | 1er mai 1973              |
| Avanne-Aveney                | Aveney                                          | fusion association (fusion simple depuis le 1-5-2004)                | 20 avril 1973 (Arrêté)                               | 1er mai 1973              |
| Orgeans-Blanchefontaine      | Orgeans                                         | fusion association                                                   | 28 décembre 1972 (Arrêté)                            | 1er janvier 1973          |
| Orgeans-Blanchefontaine      | Blanchefontaine                                 | fusion association                                                   | 28 décembre 1972 (Arrêté)                            | 1er janvier 1973          |
| Mont-de-Vougney              | Mont-de-Vougney                                 | fusion simple                                                        | 22 décembre 1972 (Arrêté)                            | 1er janvier 1973          |
| Mont-de-Vougney              | Le Friolais                                     | fusion simple                                                        | 22 décembre 1972 (Arrêté)                            | 1er janvier 1973          |
| Pouligney-Lusans             | Pouligney                                       | fusion association                                                   | 22 décembre 1972 (Arrêté)                            | 1er janvier 1973          |
| Pouligney-Lusans             | Lusans                                          | fusion association                                                   | 22 décembre 1972 (Arrêté)                            | 1er janvier 1973          |
| Anteuil                      | Anteuil                                         | fusion association                                                   | 15 décembre 1972 (Arrêté)                            | 1er janvier 1973          |
| Anteuil                      | Glainans                                        | fusion association                                                   | 15 décembre 1972 (Arrêté)                            | 1er janvier 1973          |
| Anteuil                      | Tournedoz                                       | fusion association                                                   | 15 décembre 1972 (Arrêté)                            | 1er janvier 1973          |
| Baume-les-Dames              | Baume-les-Dames                                 | fusion simple                                                        | 11 décembre 1972 (Arrêté)                            | 1er janvier 1973          |
| Baume-les-Dames              | Champvans-lès-Baume                             | fusion simple                                                        | 11 décembre 1972 (Arrêté)                            | 1er janvier 1973          |
| Charquemont                  | Charquemont                                     | fusion simple                                                        | 5 décembre 1972 (Arrêté)                             | 1er janvier 1973          |
| Charquemont                  | Le Boulois                                      | fusion simple                                                        | 5 décembre 1972 (Arrêté)                             | 1er janvier 1973          |
| Saint-Maurice-Colombier      | Saint-Maurice-Échelotte                         | fusion association (fusion simple depuis le 1-1-2002)                | 17 novembre 1972 (Arrêté)                            | 1er janvier 1973          |
| Saint-Maurice-Colombier      | Colombier-Châtelot                              | fusion association (fusion simple depuis le 1-1-2002)                | 17 novembre 1972 (Arrêté)                            | 1er janvier 1973          |
| Remoray-Boujeons             | Remoray                                         | fusion association (fusion simple depuis le 1-1-2013)                | 10 novembre 1972 (Arrêté)                            | 1er janvier 1973          |
| Remoray-Boujeons             | Boujeons                                        | fusion association (fusion simple depuis le 1-1-2013)                | 10 novembre 1972 (Arrêté)                            | 1er janvier 1973          |
| Hyèvre-Paroisse              | Hyèvre-Paroisse                                 | fusion simple                                                        | 25 octobre 1972 (Arrêté)                             | 1er janvier 1973          |
| Hyèvre-Paroisse              | Bois-la-Ville                                   | fusion simple                                                        | 25 octobre 1972 (Arrêté)                             | 1er janvier 1973          |
| Labergement-Sainte-Marie     | Labergement-Sainte-Marie                        | fusion simple                                                        | 16 octobre 1972 (Arrêté)                             | 1er janvier 1973          |
| Labergement-Sainte-Marie     | Granges-Sainte-Marie                            | fusion simple                                                        | 16 octobre 1972 (Arrêté)                             | 1er janvier 1973          |
| Mambelin                     | Dambelin                                        | fusion association                                                   | 16 octobre 1972 (Arrêté)                             | 1er janvier 1973          |
| Mambelin                     | Mambouhans                                      | fusion association                                                   | 16 octobre 1972 (Arrêté)                             | 1er janvier 1973          |
| Amancey                      | Amancey                                         | fusion association (dissoute en 1979 puis en 1981)                   | 29 septembre 1972 (Arrêté)                           | 1er janvier 1973          |
| Amancey                      | Amondans (commune rétablie en 1979)             | fusion association (dissoute en 1979 puis en 1981)                   | 29 septembre 1972 (Arrêté)                           | 1er janvier 1973          |
| Amancey                      | Cléron (commune rétablie en 1981)               | fusion association (dissoute en 1979 puis en 1981)                   | 29 septembre 1972 (Arrêté)                           | 1er janvier 1973          |
| Amancey                      | Fertans (commune rétablie en 1981)              | fusion association (dissoute en 1979 puis en 1981)                   | 29 septembre 1972 (Arrêté)                           | 1er janvier 1973          |
| Amancey                      | Malans (commune rétablie en 1981)               | fusion association (dissoute en 1979 puis en 1981)                   | 29 septembre 1972 (Arrêté)                           | 1er janvier 1973          |
| Burgille                     | Burgille                                        | fusion association                                                   | 29 septembre 1972 (Arrêté)                           | 1er janvier 1973          |
| Burgille                     | Chazoy                                          | fusion association                                                   | 29 septembre 1972 (Arrêté)                           | 1er janvier 1973          |
| Burgille                     | Cordiron                                        | fusion association                                                   | 29 septembre 1972 (Arrêté)                           | 1er janvier 1973          |
| Fournets-Luisans             | Grandfontaine-Fournets                          | fusion association (fusion simple depuis le 1-1-2008)                | 29 septembre 1972 (Arrêté) 30 décembre 1972 (Arrêté) | 1er janvier 1973          |
| Fournets-Luisans             | Luisans                                         | fusion association (fusion simple depuis le 1-1-2008)                | 29 septembre 1972 (Arrêté) 30 décembre 1972 (Arrêté) | 1er janvier 1973          |
| Saint-Hippolyte              | Saint-Hippolyte                                 | fusion simple                                                        | 29 septembre 1972 (Arrêté)                           | 1er janvier 1973          |
| Saint-Hippolyte              | Mouillevillers                                  | fusion simple                                                        | 29 septembre 1972 (Arrêté)                           | 1er janvier 1973          |
| Belleherbe                   | Belleherbe                                      | fusion simple                                                        | 15 septembre 1972 (Arrêté)                           | 1er janvier 1973          |
| Belleherbe                   | Droitfontaine                                   | fusion simple                                                        | 15 septembre 1972 (Arrêté)                           | 1er janvier 1973          |
| École-Valentin               | École                                           | fusion association                                                   | 15 septembre 1972 (Arrêté)                           | 1er janvier 1973          |
| École-Valentin               | Valentin                                        | fusion association                                                   | 15 septembre 1972 (Arrêté)                           | 1er janvier 1973          |
| Jallerange                   | Jallerange                                      | fusion association (dissoute en 1982 puis en 1986)                   | 15 septembre 1972 (Arrêté)                           | 1er janvier 1973          |
| Jallerange                   | Courchapon (commune rétablie en 1982)           | fusion association (dissoute en 1982 puis en 1986)                   | 15 septembre 1972 (Arrêté)                           | 1er janvier 1973          |
| Jallerange                   | Le Moutherot (commune rétablie en 1986)         | fusion association (dissoute en 1982 puis en 1986)                   | 15 septembre 1972 (Arrêté)                           | 1er janvier 1973          |
| Naisey-les-Granges           | Naisey                                          | fusion association                                                   | 15 septembre 1972 (Arrêté)                           | 1er janvier 1973          |
| Naisey-les-Granges           | Granges-de-Vienney                              | fusion association                                                   | 15 septembre 1972 (Arrêté)                           | 1er janvier 1973          |
| Pont-de-Roide                | Pont-de-Roide                                   | fusion association (fusion simple depuis le 1-1-2013)                | 15 septembre 1972 (Arrêté)                           | 1er janvier 1973          |
| Pont-de-Roide                | Vermondans                                      | fusion association (fusion simple depuis le 1-1-2013)                | 15 septembre 1972 (Arrêté)                           | 1er janvier 1973          |
| Scey-Maisières               | Scey-en-Varais                                  | fusion association                                                   | 15 septembre 1972 (Arrêté)                           | 1er janvier 1973          |
| Scey-Maisières               | Maisières-Notre-Dame                            | fusion association                                                   | 15 septembre 1972 (Arrêté)                           | 1er janvier 1973          |
| Les Terres-de-Chaux          | Chaux-lès-Châtillon                             | fusion                                                               | 27 novembre 1969 (Arrêté),                           | 1er décembre 1969         |
| Les Terres-de-Chaux          | Châtillon-sous-Maîche                           | fusion                                                               | 27 novembre 1969 (Arrêté),                           | 1er décembre 1969         |
| Les Terres-de-Chaux          | Courcelles-lès-Châtillon                        | fusion                                                               | 27 novembre 1969 (Arrêté),                           | 1er décembre 1969         |
| Les Terres-de-Chaux          | Neuvier                                         | fusion                                                               | 27 novembre 1969 (Arrêté),                           | 1er décembre 1969         |
| Saint-Vit                    | Saint-Vit                                       | fusion                                                               | 10 septembre 1968 (Décret)                           | 18 septembre 1968         |
| Saint-Vit                    | Boismurie                                       | fusion                                                               | 10 septembre 1968 (Décret)                           | 18 septembre 1968         |
| Vercel-Villedieu-le-Camp     | Vercel                                          | fusion                                                               | 13 août 1962 (Décret)                                | 20 août 1962              |
| Vercel-Villedieu-le-Camp     | Villedieu-le-Camp                               | fusion                                                               | 13 août 1962 (Décret)                                | 20 août 1962              |
| Hautepierre-le-Châtelet      | Hautepierre                                     | fusion                                                               | 26 novembre 1907 (Décret)                            | 26 novembre 1907 (Décret) |
| Hautepierre-le-Châtelet      | Le Châtelet (canton de Vercel)                  | fusion                                                               | 26 novembre 1907 (Décret)                            | 26 novembre 1907 (Décret) |
| Baume-les-Dames              | Baume-les-Dames                                 | fusion                                                               | 30 mars 1896 (Décret)                                | 30 mars 1896 (Décret)     |
| Baume-les-Dames              | Cour                                            | fusion                                                               | 30 mars 1896 (Décret)                                | 30 mars 1896 (Décret)     |
| Charmauvillers               | Charmauvillers                                  | fusion                                                               | 31 octobre 1868 (Décret)                             | 31 octobre 1868 (Décret)  |
| Charmauvillers               | Les Essarts-Cuénot                              | fusion                                                               | 31 octobre 1868 (Décret)                             | 31 octobre 1868 (Décret)  |
| Mathay                       | Mathay                                          | fusion                                                               | 11 décembre 1867 (Décret)                            | 11 décembre 1867 (Décret) |
| Mathay                       | Lucelans                                        | fusion                                                               | 11 décembre 1867 (Décret)                            | 11 décembre 1867 (Décret) |
| Malbuisson                   | Malbuisson                                      | fusion                                                               | 14 mai 1856 (Décret)                                 | 14 mai 1856 (Décret)      |
| Malbuisson                   | Chaudron-Vézenay (une partie)                   | fusion                                                               | 14 mai 1856 (Décret)                                 | 14 mai 1856 (Décret)      |
| Montperreux                  | Montperreux                                     | fusion                                                               | 14 mai 1856 (Décret)                                 | 14 mai 1856 (Décret)      |
| Montperreux                  | Chaudron-Vézenay (une partie)                   | fusion                                                               | 14 mai 1856 (Décret)                                 | 14 mai 1856 (Décret)      |
| Roset-Fluans                 | Roset-Fluans                                    | fusion                                                               | 1825                                                 | 1825                      |
| Roset-Fluans                 | Château-le-Bois                                 | fusion                                                               | 1825                                                 | 1825                      |
| Roset-Fluans                 | La Corne de Chaux                               | fusion                                                               | 1825                                                 | 1825                      |
| Corcelle-Mieslot             | Corcelle                                        | fusion                                                               | 1823                                                 | 1823                      |
| Corcelle-Mieslot             | Mieslot                                         | fusion                                                               | 1823                                                 | 1823                      |
| Hauterive-la-Fresse          | Hauterive                                       | fusion                                                               | 1823                                                 | 1823                      |
| Hauterive-la-Fresse          | La Fresse                                       | fusion                                                               | 1823                                                 | 1823                      |
| Chenecey-Buillon             | Chenecey                                        | fusion                                                               | 1822                                                 | 1822                      |
| Chenecey-Buillon             | Buillon                                         | fusion                                                               | 1822                                                 | 1822                      |
| Mérey-sous-Montrond          | Mérey-sous-Montrond                             | fusion                                                               | 1822                                                 | 1822                      |
| Mérey-sous-Montrond          | Granges-du-Liège                                | fusion                                                               | 1822                                                 | 1822                      |
| Roset-Fluans                 | Roset                                           | fusion                                                               | 1822                                                 | 1822                      |
| Roset-Fluans                 | Fluans                                          | fusion                                                               | 1822                                                 | 1822                      |
| Saint-Vit                    | Saint-Vit                                       | fusion                                                               | 1822                                                 | 1822                      |
| Saint-Vit                    | Benusse                                         | fusion                                                               | 1822                                                 | 1822                      |
| Ougney-Douvot                | Ougney-les-Champs                               | fusion                                                               | 1819                                                 | 1819                      |
| Ougney-Douvot                | Douvot                                          | fusion                                                               | 1819                                                 | 1819                      |
| Vercel                       | Vercel                                          | fusion                                                               | 1818                                                 | 1818                      |
| Vercel                       | Goux-lès-Vercel                                 | fusion                                                               | 1818                                                 | 1818                      |
| Huanne-Montmartin            | Huanne                                          | fusion                                                               | 1810                                                 | 1810                      |
| Huanne-Montmartin            | Montmartin                                      | fusion                                                               | 1810                                                 | 1810                      |
| Silley                       | Silley                                          | fusion                                                               | 1810                                                 | 1810                      |
| Silley                       | Bléfond                                         | fusion                                                               | 1810                                                 | 1810                      |
| Esnans                       | Esnans                                          | fusion                                                               | 1809                                                 | 1809                      |
| Esnans                       | Granges-Vuillotey                               | fusion                                                               | 1809                                                 | 1809                      |
| Autechaux                    | Autechaux (canton de Baume)                     | fusion                                                               | 1801-1806                                            | 1801-1806                 |
| Autechaux                    | La Vreville                                     | fusion                                                               | 1801-1806                                            | 1801-1806                 |
| Chazot                       | Chazot                                          | fusion                                                               | 1801-1806                                            | 1801-1806                 |
| Chazot                       | Fontenelle                                      | fusion                                                               | 1801-1806                                            | 1801-1806                 |
| Dampjoux                     | Dampjoux                                        | fusion                                                               | Avant 1806                                           | Avant 1806                |
| Dampjoux                     | Montpouvoir                                     | fusion                                                               | Avant 1806                                           | Avant 1806                |
| Montandon                    | Montandon                                       | fusion                                                               | Avant 1806                                           | Avant 1806                |
| Montandon                    | Magnivacheresse                                 | fusion                                                               | Avant 1806                                           | Avant 1806                |
| Montécheroux                 | Montécheroux                                    | fusion                                                               | 1801-1806                                            | 1801-1806                 |
| Montécheroux                 | Clémont                                         | fusion                                                               | 1801-1806                                            | 1801-1806                 |
| Charquemont                  | Charquemont                                     | fusion                                                               | 1795-1800                                            | 1795-1800                 |
| Charquemont                  | Fournet-Blancheroche (commune rétablie en 1874) | fusion                                                               | 1795-1800                                            | 1795-1800                 |
| Charquemont                  | Les Joux-Lavaux                                 | fusion                                                               | 1795-1800                                            | 1795-1800                 |
| Mamirolle                    | Mamirolle                                       | fusion                                                               | 1795-1800                                            | 1795-1800                 |
| Mamirolle                    | Les Granges-du-Cerf                             | fusion                                                               | 1795-1800                                            | 1795-1800                 |
| Montlebon                    | Montlebon                                       | fusion                                                               | 1795-1800                                            | 1795-1800                 |
| Montlebon                    | Montcerneux                                     | fusion                                                               | 1795-1800                                            | 1795-1800                 |
| Les Plains-et-Grands-Essarts | Les Plains-et-Grands-Essarts                    | fusion                                                               | 1795-1800                                            | 1795-1800                 |
| Les Plains-et-Grands-Essarts | Tremeux                                         | fusion                                                               | 1795-1800                                            | 1795-1800                 |
| Aïssey                       | Aïssey                                          | fusion                                                               | 1790-1794                                            | 1790-1794                 |
| Aïssey                       | Les Granges-du-Mont                             | fusion                                                               | 1790-1794                                            | 1790-1794                 |
| Amagney                      | Amagney                                         | fusion                                                               | 1790-1794                                            | 1790-1794                 |
| Amagney                      | Les Longeaux-Dessous                            | fusion                                                               | 1790-1794                                            | 1790-1794                 |
| Amathay-Vésigneux            | Amathay                                         | fusion                                                               | 1790-1794                                            | 1790-1794                 |
| Amathay-Vésigneux            | Vésigneux                                       | fusion                                                               | 1790-1794                                            | 1790-1794                 |
| Arc-et-Senans                | Arc                                             | fusion                                                               | 1790-1794                                            | 1790-1794                 |
| Arc-et-Senans                | Senans                                          | fusion                                                               | 1790-1794                                            | 1790-1794                 |
| Blussangeaux                 | Blussangeaux                                    | fusion                                                               | 1790-1794                                            | 1790-1794                 |
| Blussangeaux                 | Le Châtelet (canton de L'Isle-sur-le-D.)        | fusion                                                               | 1790-1794                                            | 1790-1794                 |
| Bouclans                     | Bouclans                                        | fusion                                                               | 1790-1794                                            | 1790-1794                 |
| Bouclans                     | Ambre                                           | fusion                                                               | 1790-1794                                            | 1790-1794                 |
| Bremondans                   | Bremondans                                      | fusion                                                               | 1790-1794                                            | 1790-1794                 |
| Bremondans                   | Amance                                          | fusion                                                               | 1790-1794                                            | 1790-1794                 |
| Bremondans                   | Leugney                                         | fusion                                                               | 1790-1794                                            | 1790-1794                 |
| Brères                       | Brère-Dessous                                   | fusion                                                               | 1790-1794                                            | 1790-1794                 |
| Brères                       | Brère-Dessus                                    | fusion                                                               | 1790-1794                                            | 1790-1794                 |
| Brey-et-Maison-du-Bois       | Brey                                            | fusion                                                               | 1790-1794                                            | 1790-1794                 |
| Brey-et-Maison-du-Bois       | Maison-du-Bois (canton de Mouthe)               | fusion                                                               | 1790-1794                                            | 1790-1794                 |
| Chaudron-Vézenay             | Chaudron                                        | fusion                                                               | 1790-1794                                            | 1790-1794                 |
| Chaudron-Vézenay             | Vézenay                                         | fusion                                                               | 1790-1794                                            | 1790-1794                 |
| Chaux-lès-Clerval            | Chaux-lès-Clerval                               | fusion                                                               | 1790-1794                                            | 1790-1794                 |
| Chaux-lès-Clerval            | Ansuans                                         | fusion                                                               | 1790-1794                                            | 1790-1794                 |
| Chaux-lès-Passavant          | Chaux-lès-Passavant                             | fusion                                                               | 1790-1794                                            | 1790-1794                 |
| Chaux-lès-Passavant          | Grange-du-Ranteserre                            | fusion                                                               | 1790-1794                                            | 1790-1794                 |
| La Cluse-et-Mijoux           | La Cluse                                        | fusion                                                               | 1790-1794                                            | 1790-1794                 |
| La Cluse-et-Mijoux           | Mijoux                                          | fusion                                                               | 1790-1794                                            | 1790-1794                 |
| Cour-Saint-Maurice           | Cour (canton de Maîche)                         | fusion                                                               | 1790-1794                                            | 1790-1794                 |
| Cour-Saint-Maurice           | Saint-Maurice (canton de Maîche)                | fusion                                                               | 1790-1794                                            | 1790-1794                 |
| Courtetain-et-Salans         | Courtetain                                      | fusion                                                               | 1790-1794                                            | 1790-1794                 |
| Courtetain-et-Salans         | Sallans                                         | fusion                                                               | 1790-1794                                            | 1790-1794                 |
| Cusance                      | Cusance-le-Châtel                               | fusion                                                               | 1790-1794                                            | 1790-1794                 |
| Cusance                      | Cusance-le-Prieuré                              | fusion                                                               | 1790-1794                                            | 1790-1794                 |
| Cuse-et-Adrisans             | Cuse                                            | fusion                                                               | 1790-1794                                            | 1790-1794                 |
| Cuse-et-Adrisans             | Adrisans                                        | fusion                                                               | 1790-1794                                            | 1790-1794                 |
| Fourcatier-et-Maison-Neuve   | Fourcatier                                      | fusion                                                               | 1790-1794                                            | 1790-1794                 |
| Fourcatier-et-Maison-Neuve   | Maison-Neuve                                    | fusion                                                               | 1790-1794                                            | 1790-1794                 |
| Fournet-Blancheroche         | Fournet (canton de Maîche)                      | fusion                                                               | 1790-1794                                            | 1790-1794                 |
| Fournet-Blancheroche         | Blancheroche                                    | fusion                                                               | 1790-1794                                            | 1790-1794                 |
| Glère                        | Glère                                           | fusion                                                               | 1790-1794                                            | 1790-1794                 |
| Glère                        | Les Chesaux                                     | fusion                                                               | 1790-1794                                            | 1790-1794                 |
| Gondenans-Montby             | Gondenans                                       | fusion                                                               | 1790-1794                                            | 1790-1794                 |
| Gondenans-Montby             | Charquemont (canton de Rougemont)               | fusion                                                               | 1790-1794                                            | 1790-1794                 |
| Gondenans-Montby             | Montby                                          | fusion                                                               | 1790-1794                                            | 1790-1794                 |
| Grandfontaine-Fournets       | Grande-Fontaine                                 | fusion                                                               | 1790-1794                                            | 1790-1794                 |
| Grandfontaine-Fournets       | Fournet (canton de Pierrefontaine)              | fusion                                                               | 1790-1794                                            | 1790-1794                 |
| Lantenne-Vertière            | Lantenne                                        | fusion                                                               | 1790-1794                                            | 1790-1794                 |
| Lantenne-Vertière            | Vertière                                        | fusion                                                               | 1790-1794                                            | 1790-1794                 |
| Loray                        | Loray                                           | fusion                                                               | 1790-1794                                            | 1790-1794                 |
| Loray                        | Martinvaux                                      | fusion                                                               | 1790-1794                                            | 1790-1794                 |
| Magny-Châtelard              | Le Magny                                        | fusion                                                               | 1790-1794                                            | 1790-1794                 |
| Magny-Châtelard              | Châtelard                                       | fusion                                                               | 1790-1794                                            | 1790-1794                 |
| Malpas                       | Malpas-Grand                                    | fusion                                                               | 1790-1794                                            | 1790-1794                 |
| Malpas                       | Malpas-Petit                                    | fusion                                                               | 1790-1794                                            | 1790-1794                 |
| Montferrand                  | Montferrand                                     | fusion                                                               | 1790-1794                                            | 1790-1794                 |
| Montferrand                  | La Marne                                        | fusion                                                               | 1790-1794                                            | 1790-1794                 |
| Montferrand                  | Le Vernois                                      | fusion                                                               | 1790-1794                                            | 1790-1794                 |
| Oye-et-Pallet                | Oye                                             | fusion                                                               | 1790-1794                                            | 1790-1794                 |
| Oye-et-Pallet                | Palet                                           | fusion                                                               | 1790-1794                                            | 1790-1794                 |
| Pontarlier                   | Pontarlier                                      | fusion                                                               | 1790-1794                                            | 1790-1794                 |
| Pontarlier                   | Étraches                                        | fusion                                                               | 1790-1794                                            | 1790-1794                 |
| Rigney                       | Rigney                                          | fusion                                                               | 1790-1794                                            | 1790-1794                 |
| Rigney                       | La Roche                                        | fusion                                                               | 1790-1794                                            | 1790-1794                 |
| Sombacour                    | Sombacour                                       | fusion                                                               | 1790-1794                                            | 1790-1794                 |
| Sombacour                    | Le Bourg                                        | fusion                                                               | 1790-1794                                            | 1790-1794                 |
| Touillon-et-Loutelet         | Touillon                                        | fusion                                                               | 1790-1794                                            | 1790-1794                 |
| Touillon-et-Loutelet         | Loutelet                                        | fusion                                                               | 1790-1794                                            | 1790-1794                 |
| Vaux-et-Chantegrue           | Vaux                                            | fusion                                                               | 1790-1794                                            | 1790-1794                 |
| Vaux-et-Chantegrue           | Chantegrue                                      | fusion                                                               | 1790-1794                                            | 1790-1794                 |
| Vernois-le-Fol               | Vernois                                         | fusion                                                               | 1790-1794                                            | 1790-1794                 |
| Vernois-le-Fol               | Le Fol                                          | fusion                                                               | 1790-1794                                            | 1790-1794                 |

## Créations et rétablissements
| Nom de la commune créée | Commune affectée          | Mode de création                             | Date (et nature) de la décision                    |                          |
| ----------------------- | ------------------------- | -------------------------------------------- | -------------------------------------------------- | ------------------------ |
| Le Moutherot            | Jallerange                | démembrement (rétablissement)                | 24 octobre 1985 (Arrêté)                           | 1er janvier 1986         |
| Malpas                  | Vaux-et-Chantegrue-Malpas | démembrement et suppression (rétablissement) | 21 décembre 1984 (Arrêté) 23 janvier 1985 (Arrêté) | 1er janvier 1985         |
| Vaux-et-Chantegrue      | Vaux-et-Chantegrue-Malpas | démembrement et suppression (rétablissement) | 21 décembre 1984 (Arrêté) 23 janvier 1985 (Arrêté) | 1er janvier 1985         |
| Courchapon              | Jallerange                | démembrement (rétablissement)                | 31 décembre 1981 (Arrêté)                          | 1er janvier 1982         |
| Cléron                  | Amancey                   | démembrements (rétablissements)              | 10 décembre 1980 (Arrêté)                          | 1er janvier 1981         |
| Fertans                 | Amancey                   | démembrements (rétablissements)              | 10 décembre 1980 (Arrêté)                          | 1er janvier 1981         |
| Malans                  | Amancey                   | démembrements (rétablissements)              | 10 décembre 1980 (Arrêté)                          | 1er janvier 1981         |
| Amondans                | Amancey                   | démembrement (rétablissement)                | 13 décembre 1978 (Arrêté)                          | 1er janvier 1979         |
| Fournet-Blancheroche    | Charquemont               | démembrement (rétablissement)                | 4 août 1874 (Loi)                                  | 4 août 1874 (Loi)        |
| La Vèze                 | Besançon                  | démembrement                                 | 20 mai 1835 (Ordonnance)                           | 20 mai 1835 (Ordonnance) |

## Modifications de nom officiel
| Ancien nom        | Nouveau nom                  | Date (et nature) de la décision |
| ----------------- | ---------------------------- | ------------------------------- |
| Pont-de-Roide     | Pont-de-Roide-Vermondans     | 3 décembre 2014 (Décret)        |
| Mambelin          | Dambelin                     | 6 novembre 1995 (Décret)        |
| Chevigney         | Chevigney-lès-Vercel         | 14 mars 1991 (Décret)           |
| Roche             | Roche-lez-Beaupré            | 10 mai 1962 (Décret)            |
| Mouthier          | Mouthier-Haute-Pierre        | 22 janvier 1962 (Décret),       |
| Pierrefontaine    | Pierrefontaine-lès-Blamont   | 22 janvier 1962 (Décret),       |
| Pierrefontaine    | Pierrefontaine-les-Varans    | 22 janvier 1962 (Décret),       |
| Saint-Julien      | Saint-Julien-lès-Montbéliard | 22 janvier 1962 (Décret),       |
| Chaux             | Chaux-lès-Châtillon          | 21 décembre 1961 (Décret),      |
| Courcelles        | Courcelles-lès-Châtillon     | 21 décembre 1961 (Décret),      |
| Fontaine          | Fontaine-lès-Clerval         | 21 décembre 1961 (Décret),      |
| Gondenans-Moulins | Gondenans-les-Moulins        | 21 décembre 1961 (Décret),      |
| Goux              | Goux-lès-Dambelin            | 21 décembre 1961 (Décret),      |
| Neuchâtel         | Neuchâtel-Urtière            | 21 décembre 1961 (Décret),      |
| Roches            | Roches-lès-Blamont           | 21 décembre 1961 (Décret),      |
| Serre             | Serre-les-Sapins             | 21 décembre 1961 (Décret),      |
| Vaux              | Vaux-les-Prés                | 21 décembre 1961 (Décret),      |
| Lac-ou-Villers    | Villers-le-Lac               | 2 février 1948 (Décret)         |
| La Grand'Combe    | Grand'Combe-Châteleu         | 4 décembre 1937 (Décret)        |
| Battenans         | Battenans-Varin              | 19 décembre 1936 (Décret)       |
| Battenans         | Battenans-les-Mines          | 19 décembre 1936 (Décret)       |
| Champvans         | Champvans-lès-Baume          | 19 décembre 1936 (Décret)       |
| Champvans         | Champvans-les-Moulins        | 19 décembre 1936 (Décret)       |
| Rennes            | Rennes-sur-Loue              | 19 décembre 1936 (Décret)       |
| Bretigney         | Bretigney-Notre-Dame         | 22 février 1923 (Décret),       |
| Cernay            | Cernay-l'Église              | 22 février 1923 (Décret),       |
| Châteauvieux      | Châteauvieux-les-Fossés      | 22 février 1923 (Décret),       |
| Crouzet           | Crouzet-Migette              | 22 février 1923 (Décret),       |
| Ferrières         | Ferrières-le-Lac             | 22 février 1923 (Décret),       |
| Goux              | Goux-sous-Landet             | 22 février 1923 (Décret),       |
| Lomont            | Lomont-sur-Crête             | 22 février 1923 (Décret),       |
| Longevelle        | Longevelle-sur-Doubs         | 22 février 1923 (Décret),       |
| Les Longevilles   | Longevilles-Mont-d'Or        | 22 février 1923 (Décret),       |
| Montrond          | Montrond-le-Château          | 22 février 1923 (Décret),       |
| Pompierre         | Pompierre-sur-Doubs          | 22 février 1923 (Décret),       |
| La Rivière        | La Rivière-Drugeon           | 22 février 1923 (Décret),       |
| Romain-la-Roche   | Romain                       | 22 février 1923 (Décret),       |
| Rosières          | Rosières-sur-Barbèche        | 22 février 1923 (Décret),       |
| Saint-Georges     | Saint-Georges-Armont         | 22 février 1923 (Décret),       |
| Saint-Gorgon      | Saint-Gorgon-Main            | 22 février 1923 (Décret),       |
| Saint-Point       | Saint-Point-Lac              | 22 février 1923 (Décret),       |
| Thurey            | Thurey-le-Mont               | 22 février 1923 (Décret),       |
| Villedieu         | Les Villedieu                | 22 février 1923 (Décret),       |
| La Villedieu      | Villedieu-le-Camp            | 22 février 1923 (Décret),       |
| Vorges            | Vorges-les-Pins              | 22 février 1923 (Décret),       |
| Autechaux         | Autechaux-Roide              | 24 janvier 1922 (Décret)        |
| Bonnevaux         | Bonnevaux-le-Prieuré         | 24 janvier 1922 (Décret)        |
| Byans             | Byans-sur-Doubs              | 24 janvier 1922 (Décret)        |
| Charbonnières     | Charbonnières-les-Sapins     | 24 janvier 1922 (Décret)        |
| Chassagne         | Chassagne-Saint-Denis        | 24 janvier 1922 (Décret)        |
| Coulans           | Coulans-sur-Lizon            | 24 janvier 1922 (Décret)        |
| Dammartin         | Dammartin-les-Templiers      | 24 janvier 1922 (Décret)        |
| Dannemarie        | Dannemarie-sur-Crète         | 24 janvier 1922 (Décret)        |
| Dompierre         | Dompierre-les-Tilleuls       | 24 janvier 1922 (Décret)        |
| Ferrières         | Ferrières-les-Bois           | 24 janvier 1922 (Décret)        |
| Guillon           | Guillon-les-Bains            | 24 janvier 1922 (Décret)        |
| Laval             | Laval-le-Prieuré             | 24 janvier 1922 (Décret)        |
| Maisières         | Maisières-Notre-Dame         | 24 janvier 1922 (Décret)        |
| Mancenans         | Mancenans-Lizerne            | 24 janvier 1922 (Décret)        |
| Mazerolles        | Mazerolles-le-Salin          | 24 janvier 1922 (Décret)        |
| Miserey           | Miserey-Salines              | 24 janvier 1922 (Décret)        |
| Montferrand       | Montferrand-le-Château       | 24 janvier 1922 (Décret)        |
| Montjoie          | Montjoie-le-Château          | 24 janvier 1922 (Décret)        |
| Romain            | Romain-la-Roche              | 24 janvier 1922 (Décret)        |
| Ruffey            | Ruffey-le-Château            | 24 janvier 1922 (Décret)        |
| Saint-Maurice     | Saint-Maurice-Échelotte      | 24 janvier 1922 (Décret)        |
| Silley            | Silley-Bléfond               | 24 janvier 1922 (Décret)        |
| Velesmes          | Velesmes-Essarts             | 24 janvier 1922 (Décret)        |
| Villers-le-Sec    | Villers-Saint-Martin         | 24 janvier 1922 (Décret)        |
| Les Allemands     | Les Alliés                   | 14 octobre 1915 (Décret)        |
| Les Maisonnettes  | Consolation-Maisonnettes     | 29 janvier 1910 (Décret)        |
| Chevigney         | Chevigney-sur-l'Ognon        | 18 janvier 1905 (Décret)        |

## Modifications des limites communales
Le plus souvent, les modifications des limites communales décidées par arrêtés préfectoraux ne sont pas répertoriées dans le Journal officiel ni dans le Bulletin officiel.
| La commune de ...                          | ... cède du territoire à la commune de ... | Précisions                                  | Date (et nature) de la décision         |
| ------------------------------------------ | ------------------------------------------ | ------------------------------------------- | --------------------------------------- |
| Exincourt                                  | Taillecourt                                | Superficie de 6 a 11 ca                     | 29 janvier 1993 (Décret)                |
| Taillecourt                                | Exincourt                                  | Superficie de 6 a 70 ca                     | 29 janvier 1993 (Décret)                |
| Berthelange                                | Évans (département du Jura)                | Superficie de 19 ha 33 a 40 ca              | 22 novembre 1979 (Décret)               |
| Évans (département du Jura)                | Berthelange                                | Superficie de 19 ha 38 a 80 ca              | 22 novembre 1979 (Décret)               |
| Montbéliard                                | Arbouans                                   |                                             | 2 septembre 1975 (Décret)               |
| Ruffey-le-Château                          | Brussey (département de la Haute-Saône)    | 11 habitants Superficie de 29 ha 31 a 68 ca | 28 juillet 1971 (Décret)                |
| Chevroz Devecey                            | Devecey Chevroz                            |                                             | 11 juin 1963 (Arrêté)                   |
| Pontarlier Doubs                           | Doubs Pontarlier                           |                                             | 20 février 1962 (Arrêté)                |
| Les Combes                                 | Grand'Combe-Châteleu                       | Hameau du Pont de la Roche                  | 17 janvier 1959 (Arrêté)                |
| Grand'Combe-Châteleu                       | Les Combes                                 | Partie Nord de la parcelle n°1172           | 17 janvier 1959 (Arrêté)                |
| Frasne Bief-du-Fourg (département du Jura) | Bief-du-Fourg (département du Jura) Frasne |                                             | 24 mai 1803 (Arrêté) (4 prairial an 11) |

## Transfert vers un autre département
| Département d'origine | Département de rattachement | Canton concerné       | Communes concernées | Décision               |
| --------------------- | --------------------------- | --------------------- | --- | ---------------------- |
| JURA                  | DOUBS                       |                       | Antorpe (à l'occasion de sa fusion avec la commune de Saint-Vit) | 23 avril 1974 (Décret) |
| DOUBS                 | HAUTE-SAÔNE                 |                       | Couthenans | 26 mars 1829 (Loi)     |
| HAUT-RHIN             | DOUBS                       | Canton d'Audincourt   | Abbévillers, Allenjoie, Arbouans, Audincourt, Badevel, Bethoncourt, Brognard, Courcelles-lès-Montbéliard, Couthenans, Dambenois, Dampierre-les-Bois, Dasle, Étouvans, Étupes, Exincourt, Fesches-le-Châtel, Grand-Charmont, Mandeure, Nommay, Sochaux, Taillecourt, Valentigney, Vieux-Charmont et Voujeaucourt | 9 janvier 1816 (Loi)   |
| HAUT-RHIN             | DOUBS                       | Canton de Montbéliard | Aibre, Allondans, Bart, Bavans, Beutal, Bretigney, Désandans, Dung, Échenans, Issans, Laire, Lougres, Montbéliard, Présentevillers, Raynans, Saint-Julien-lès-Montbéliard, Sainte-Marie, Sainte-Suzanne, Semondans et Le Vernoy                                                                                 | 9 janvier 1816 (Loi)   |

## Communes associées
Liste des communes ayant, ou ayant eu (en italique), à la suite d'une fusion, le statut de commune associée.
| Nom de la commune    | Code INSEE | Fusion-association                      | Fusion-association | Fusion-association      | Fusion-association                       | D - Défusion ou F - transformation de l'association en fusion simple | D - Défusion ou F - transformation de l'association en fusion simple | D - Défusion ou F - transformation de l'association en fusion simple | D - Défusion ou F - transformation de l'association en fusion simple |
| Nom de la commune    | Code INSEE | date de la décision                     | date d'effet       | commune absorbante      | nom de la commune résultant de la fusion | D/F                                                                  | date de la décision                                                  | date d'effet                                                         | commentaire                                                          |
| -------------------- | ---------- | --------------------------------------- | ------------------ | ----------------------- | ---------------------------------------- | -------------------------------------------------------------------- | -------------------------------------------------------------------- | -------------------------------------------------------------------- | -------------------------------------------------------------------- |
| Amondans             | 25017      | Arrêté préfectoral du 29 septembre 1972 | 1er janvier 1973   | Amancey                 | Amancey                                  | D                                                                    | Arrêté préfectoral du 13 décembre 1978                               | 1er janvier 1979                                                     |                                                                      |
| Cléron               | 25155      | Arrêté préfectoral du 29 septembre 1972 | 1er janvier 1973   | Amancey                 | Amancey                                  | D                                                                    | Arrêté préfectoral du 10 décembre 1980                               | 1er janvier 1981                                                     |                                                                      |
| Fertans              | 25236      | Arrêté préfectoral du 29 septembre 1972 | 1er janvier 1973   | Amancey                 | Amancey                                  | D                                                                    | Arrêté préfectoral du 10 décembre 1980                               | 1er janvier 1981                                                     |                                                                      |
| Malans               | 25359      | Arrêté préfectoral du 29 septembre 1972 | 1er janvier 1973   | Amancey                 | Amancey                                  | D                                                                    | Arrêté préfectoral du 10 décembre 1980                               | 1er janvier 1981                                                     |                                                                      |
| Glainans             | 25272      | Arrêté préfectoral du 15 décembre 1972  | 1er janvier 1973   | Anteuil                 | Anteuil                                  |                                                                      |                                                                      |                                                                      |                                                                      |
| Tournedoz            | 25568      | Arrêté préfectoral du 15 décembre 1972  | 1er janvier 1973   | Anteuil                 | Anteuil                                  |                                                                      |                                                                      |                                                                      |                                                                      |
| Aveney               | 25037      | Arrêté préfectoral du 20 avril 1973     | 1er mai 1973       | Avanne                  | Avanne-Aveney                            |                                                                      |                                                                      |                                                                      |                                                                      |
| Chazoy               | 25146      | Arrêté préfectoral du 29 septembre 1972 | 1er janvier 1973   | Burgille                | Burgille                                 |                                                                      |                                                                      |                                                                      |                                                                      |
| Cordiron             | 25165      | Arrêté préfectoral du 29 septembre 1972 | 1er janvier 1973   | Burgille                | Burgille                                 |                                                                      |                                                                      |                                                                      |                                                                      |
| Mambouhans           | 25363      | Arrêté préfectoral du 16 octobre 1972   | 1er janvier 1973   | Dambelin                | Mambelin                                 |                                                                      |                                                                      |                                                                      |                                                                      |
| Valentin             | 25581      | Arrêté préfectoral du 15 septembre 1972 | 1er janvier 1973   | École                   | École-Valentin                           |                                                                      |                                                                      |                                                                      |                                                                      |
| Alaise               | 25010      | Arrêté préfectoral du 13 juin 1973      | 1er juillet 1973   | Éternoz                 | Éternoz                                  |                                                                      |                                                                      |                                                                      |                                                                      |
| Coulans-sur-Lizon    | 25168      | Arrêté préfectoral du 13 juin 1973      | 1er juillet 1973   | Éternoz                 | Éternoz                                  |                                                                      |                                                                      |                                                                      |                                                                      |
| Doulaize             | 25205      | Arrêté préfectoral du 13 juin 1973      | 1er juillet 1973   | Éternoz                 | Éternoz                                  |                                                                      |                                                                      |                                                                      |                                                                      |
| Refranche            | 25484      | Arrêté préfectoral du 13 juin 1973      | 1er juillet 1973   | Éternoz                 | Éternoz                                  |                                                                      |                                                                      |                                                                      |                                                                      |
| Montursin            | 25407      | Arrêté préfectoral du 18 juin 1973      | 1er juillet 1973   | Glère                   | Glère                                    |                                                                      |                                                                      |                                                                      |                                                                      |
| Vernois-le-Fol       | 25606      | Arrêté préfectoral du 18 juin 1973      | 1er juillet 1973   | Glère                   | Glère                                    |                                                                      |                                                                      |                                                                      |                                                                      |
| Luisans              | 25352      | Arrêté préfectoral du 29 septembre 1972 | 1er janvier 1973   | Grandfontaine-Fournets  | Fournets-Luisans                         | F                                                                    | Arrêté préfectoral du 19 juin 2007                                   | 1er janvier 2008                                                     |                                                                      |
| Courchapon           | 25172      | Arrêté préfectoral du 15 septembre 1972 | 1er janvier 1973   | Jallerange              | Jallerange                               | D                                                                    | Arrêté préfectoral du 31 décembre 1981                               | 1er janvier 1982                                                     |                                                                      |
| Le Moutherot         | 25414      | Arrêté préfectoral du 15 septembre 1972 | 1er janvier 1973   | Jallerange              | Jallerange                               | D                                                                    | Arrêté préfectoral du 24 octobre 1985                                | 1er janvier 1986                                                     |                                                                      |
| Granges-Maillot      | 25292      | Arrêté préfectoral du 18 janvier 1974   | 1er avril 1974     | Levier                  | Levier                                   |                                                                      |                                                                      |                                                                      |                                                                      |
| Lièvremont           | 25337      | Arrêté préfectoral du 2 mai 1974        | 1er juin 1974      | Maisons-du-Bois         | Maisons-du-Bois-Lièvremont               |                                                                      |                                                                      |                                                                      |                                                                      |
| Cottier              | 25167      | Arrêté préfectoral du 4 juin 1973       | 1er juillet 1973   | Mercey-le-Grand         | Mercey-le-Grand                          |                                                                      |                                                                      |                                                                      |                                                                      |
| Servigney            | 25543      | Arrêté préfectoral du 10 mai 1973       | 1er juillet 1973   | Montagney               | Montagney-Servigney                      |                                                                      |                                                                      |                                                                      |                                                                      |
| Granges-de-Vienney   | 25291      | Arrêté préfectoral du 15 septembre 1972 | 1er janvier 1973   | Naisey                  | Naisey-les-Granges                       |                                                                      |                                                                      |                                                                      |                                                                      |
| Blanchefontaine      | 25064      | Arrêté préfectoral du 28 décembre 1972  | 1er janvier 1973   | Orgeans                 | Orgeans-Blanchefontaine                  |                                                                      |                                                                      |                                                                      |                                                                      |
| Vermondans           | 25603      | Arrêté préfectoral du 15 septembre 1972 | 1er janvier 1973   | Pont-de-Roide           | Pont-de-Roide-Vermondans                 |                                                                      |                                                                      |                                                                      |                                                                      |
| Lusans               | 25353      | Arrêté préfectoral du 22 décembre 1972  | 1er janvier 1973   | Pouligney               | Pouligney-Lusans                         |                                                                      |                                                                      |                                                                      |                                                                      |
| Boujeons             | 25080      | Arrêté préfectoral du 10 novembre 1972  | 1er janvier 1973   | Remoray                 | Remoray-Boujeons                         |                                                                      |                                                                      |                                                                      |                                                                      |
| Chazelot             | 25144      | Arrêté préfectoral du 10 mai 1973       | 1er juillet 1973   | Rougemont               | Rougemont                                |                                                                      |                                                                      |                                                                      |                                                                      |
| Montferney           | 25396      | Arrêté préfectoral du 10 mai 1973       | 1er juillet 1973   | Rougemont               | Rougemont                                |                                                                      |                                                                      |                                                                      |                                                                      |
| Morchamps            | 25409      | Arrêté préfectoral du 10 mai 1973       | 1er juillet 1973   | Rougemont               | Rougemont                                |                                                                      |                                                                      |                                                                      |                                                                      |
| Colombier-Châtelot   | 25158      | Arrêté préfectoral du 17 novembre 1972  | 1er janvier 1973   | Saint-Maurice-Échelotte | Saint-Maurice-Colombier                  | F                                                                    | Arrêté préfectoral du 27 décembre 2001                               | 1er janvier 2002                                                     |                                                                      |
| Antorpe              | 39012      | Décret du 23 avril 1974                 | 1er juin 1974      | Saint-Vit               | Saint-Vit                                |                                                                      |                                                                      |                                                                      |                                                                      |
| Maisières-Notre-Dame | 25358      | Arrêté préfectoral du 15 septembre 1972 | 1er janvier 1973   | Scey-en-Varais          | Scey-Maisières                           |                                                                      |                                                                      |                                                                      |                                                                      |
| Malpas               | 25362      | Arrêté préfectoral du 23 octobre 1973   | 1er janvier 1974   | Vaux-et-Chantegrue      | Vaux-et-Chantegrue-Malpas                | D                                                                    | Arrêté préfectoral du 21 décembre 1984                               | 1er janvier 1985                                                     | Vaux-et-Chantegrue-Malpas reprend le nom de Vaux-et-Chantegrue       |